# Carlos Páez Vilaró
Carlos Páez Vilaró (Montevideo, 1 de noviembre de 1923 - Punta Ballena, 24 de febrero de 2014) fue un pintor, ceramista, escultor, muralista, director, escritor, compositor y constructor uruguayo.

## Biografía
Hijo de Rosa Vilaró Braga y Miguel A. Páez Formoso, un eminente abogado americanista. Tuvo dos hermanos Miguel y Jorge. En 1953 se casó con Madelón Rodríguez Gómez de quien se divorció en 1973. Con ella tuvo tres hijos: Carlos Miguel ("Carlitos"), Mercedes ("Beba") y Magdalena ("Agó"). 
Después se casó con Verónica Algorta y en 1989 se casó con Annette Deussen, con quien también tuvo tres hijos: Sebastián, Florencio y Alejandro.
Recibió, junto con sus hermanos una formación humanista con alta riqueza cultural.

### Ámbito artístico
En 1941, con 18 años, viajó a Buenos Aires para trabajar en una fábrica de fósforos y luego en el sector de las artes gráficas como aprendiz de cajista de imprenta. A los 20 años regresó a Montevideo donde, impactado por las comparsas de los barrios Sur y Palermo, y por el conventillo Mediomundo donde se estableció, se vinculó a la comunidad afrouruguaya  y comenzó a colaborar y participar del desfile de llamadas, interiorizándose en el folclore afrodescendiente. Compuso candombes para las comparsas lubolas, dirigió coros y pintó estandartes, banderas y tambores. A partir de este acercamiento incorporó la temática a sus obras pictóricas mostrando distintos aspectos de la cultura y de la vida cotidiana del afrouruguayo: llamadas, bailes, religiosidad, casamientos, nacimientos, velorios, etc. 
Luego inició un largo viaje que comenzó por Brasil, y continuó por otros países donde lo afro tenía una fuerte presencia, como Senegal, Liberia, Congo, Haití, Camerún y Nigeria, profundizando su investigación y compromiso con la cultura afrodescendiente. Colaboró con Albert Schweitzer en el leprosario de Lambaréné, Gabón, una experiencia inolvidable para el artista. Luego residió en Nueva York, Buenos Aires y San Pablo. Conoció a grandes artistas como Pablo Picasso, Salvador Dalí, Giorgio De Chirico y Alexander Calder en sus propios talleres. 
Gracias al contacto con escritores, músicos e investigadores como Ildefonso Pereda Valdés, Paulo de Carvalho Neto, Jorge Amado y Vinicius de Moraes se volcó también a la escritura y publicó libros como La casa del negro, Bahía, Mediomundo y Candango.
Formó parte del Grupo 8, agrupación de artistas plásticos uruguayos surgida en 1958, integrada por Óscar García Reino, Miguel Ángel Pareja, Raúl Pavlotzky, Lincoln Presno, Américo Sposito, Alfredo Testoni y Julio Verdié, quienes sumaron fuerzas para incentivar el arte del momento en sus vertientes más experimentales. En 1960 expusieron junto a artistas como Willem de Kooning, Roger Hilton y Lucio Fontana en la gran exposición internacional del Museo de Arte Moderno de Buenos Aires, invitados por su creador y director, el crítico y poeta Rafael Squirru.

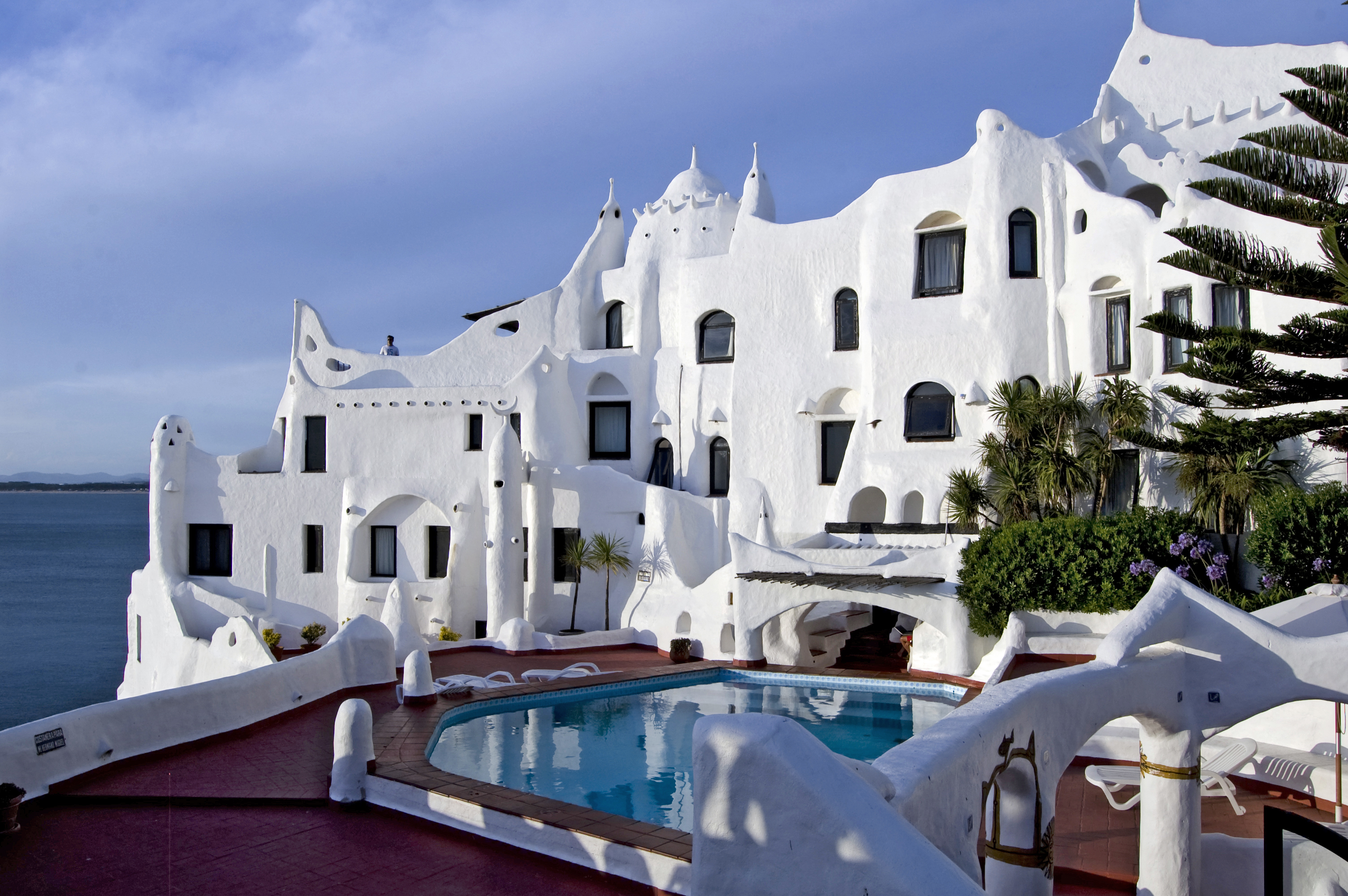
Casapueblo, su «escultura habitable», convertida en su más famosa creación, en Punta del Este, Uruguay, ha sido una de las principales atracciones turísticas en el país desde finales de 1960.

El 13 de octubre de 1972, el Vuelo 571 de la Fuerza Aérea Uruguaya, se estrelló en la Cordillera de los Andes, con 45 personas a bordo, y una de ellas era su hijo, de esta manera se vio involucrado en la denominada «Tragedia de los Andes», a través de su hijo Carlitos Páez, que integraba el equipo de rugby Old Christians, durante los 70 días que duró su desaparición fue uno de los líderes en la búsqueda de sobrevivientes. De dicha experiencia surge su libro Entre mi hijo y yo, la Luna.

«Entre Carlitos y yo estaba la luna que me miraba desde el cielo. Y yo le había chiflado detrás de la Cordillera, como para que supiera que estaba ahí».
Carlos Páez Vilaró

Falleció el 24 de febrero de 2014 a los 90 años, de causas naturales en Casapueblo, donde vivía y trabajaba.
En una nota de prensa del 5 de febrero, pocos días antes de morir, escribía con relación a las llamadas, en las cuales participaba todos los años, sin ser el 2014 una excepción: 
"Hoy a la noche, cumpliendo mis 90, cerraré mi aventura entre tambores. Un final que nunca quise aceptar, pero que la vida nos obliga a cumplir. Del brazo de Cachila, en Cuareim 1080, y frente a la sonrisa de Carlitos Gardel, trataré de darme el gusto de retirarme dándome un baño de pueblo. Recorrer entre humaredas de chorizo al pan las callecitas doradas del barrio Sur y abrazarme con su gente por última vez".
Fue velado en el Salón de los Pasos Perdidos del Palacio Legislativo a pedido del presidente José Mujica.  Sus restos fueron sepultados en el Cementerio del Norte.

## Obra
En su obra temprana se aprecia la influencia de Pedro Figari en los candombes, los conventillos y las comparsas. Utilizó diferentes técnicas como óleo y acrílico sobre lienzo o madera, collage, cerámica, escultura, mosaico y pintura mural. En su obra otorgó a cada color de un significado particular, siendo el gris azulado el prestigio, el violeta la aristocracia, el ocre la pobreza, el rojo la estridencia, el azul la nostalgia y el amarillo el alarido. Evitaba las líneas y los ángulos rectos, procurando integrar su obra a la naturaleza.
En 1958 empezó a construir Casapueblo. A partir de 1997 se instaló definitivamente en Punta Ballena a 13 km de Punta del Este, en la que continuó trabajando incansablemente, inspirándose en el trabajo del hornero y las hormigas, sin usar plomada ni líneas rectas en la construcción. Con el tiempo además de su hogar y taller, el lugar se convirtió también en museo y hotel, siendo uno de los atractivos turísticos del departamento de Maldonado en Uruguay, con más de 5.000 metros construidos. Según el propio Páez Vilaró: "La construí como si se tratara de una escultura habitable, sin planos, sobre todo a instancias de mi entusiasmo. Cuando la municipalidad me pidió hace poco los planos que no tenía, un arquitecto amigo tuvo que pasarse un mes estudiando la forma de descifrarla."
Una de sus obras destacadas es un mural de 162 m que une la sede antigua de la Unión Panamericana con la nueva, en la ciudad de Washington en Estados Unidos. Hay obras suyas en Argentina, Brasil, Chile, Estados Unidos, Haití, Panamá y en varias ciudades de África y Polinesia, entre otros.
En 1967 incursionó en el cine como coguionista de la película Batouk, dirigida por Jean-Jacques Manigot, largometraje de 65 minutos en 35 mm en color. Los coguionistas fueron Aimé Césaire y Leopold Sedar Senghor que aportaron poemas. La película participó del Festival de Cannes de 1967.
También existen referencias a una película experimental titulada Une Pulsation, basada en una secuencia de imágenes tomadas por Carlos Páez Vilaró durante un viaje alrededor del mundo con su amigo Gérard Leclery, la película realizada en París incluía música de Astor Piazzolla. Según los autores del libro Le Grand Tango: The life and Music of Astor Piazzolla luego de la realización de dicha película, Piazzolla le hizo llegar a Páez Vilaró un casete con una nota adjunta: "Gracias por la libertad que me has dado, me siento como un nuevo Piazzolla".

## Libros
| Año  | Título                                      | ISBN                      | Editorial          | Otros                                                              |
| ---- | ------------------------------------------- | ------------------------- | ------------------ | ------------------------------------------------------------------ |
| 1981 | Mis cuentos de siete vidas                  |                           | Casapueblo         |                                                                    |
| 1982 | Entre mi hijo y yo, la luna                 | 9505291108                | Planeta            | La odisea de un padre en la tragedia de los Andes.Superventas.[1]  |
| 1996 | Albert Schweitzer en el reino de los Galoas |                           | Casapueblo         |                                                                    |
| 1998 | Arca bichos                                 |                           | Casapueblo         |                                                                    |
| 2000 | Entre colores y tambores                    |                           | Casapueblo         | Viaje desde la punta de la cerbatana, hasta la lonja del tamboril. |
| 2012 | Posdata                                     | 9974956161, 9789974956162 | Santillana Uruguay |                                                                    |

## Homenajes
En 2005 por iniciativa del legislador Norberto La Porta fue declarado "artista de las dos orillas" por la Legislatura de la Ciudad de Buenos Aires.
En febrero de 2017, se designó la ruta panorámica de Punta Ballena con el nombre de Carlos Páez Vilaró.
En marzo de 2019 en el carnaval de la ciudad de Bella Unión la escuela de samba Irupé presentó un desfile en homenaje al artista siendo su tema "Páez Vilaró te viene a contar 90 años de arte, pasión y carnaval". En dicho desfile se homenajearon algunas de sus creaciones y su principal obra Casapueblo la cual fue el principal destaque en una de sus alegorías, con lo que logró coronarse campeona del carnaval de dicha localidad.[cita requerida]
También en marzo de 2019 se reinaugura un enorme mural de Páez Vilaró en el Hotel Enjoy Punta del Este.
Ese año, además, en Montevideo se descubre un mural callejero realizado por el artista José Gallino, en un muro medianero del barrio Cordón.
En la película La Sociedad de la Nieve, su propio hijo Carlitos Páez hace el papel de su padre siendo el que nombra los nombres de los Sobrevivientes del Milagro de Los Andes.